# Kłoć wiechowata
Kłoć wiechowata (Cladium mariscus (L.) Pohl) – gatunek roślin należący do rodziny ciborowatych (Cyperaceae). Występuje w niemal całej Europie z wyjątkiem jej wschodniej części oraz w Australii. W Polsce we wschodniej części Lubelszczyzny, na Równinie Augustowskiej, na Pomorzu, ziemi lubuskiej i w Wielkopolsce, poza tym na kilku rozproszonych stanowiskach. 

## Morfologia

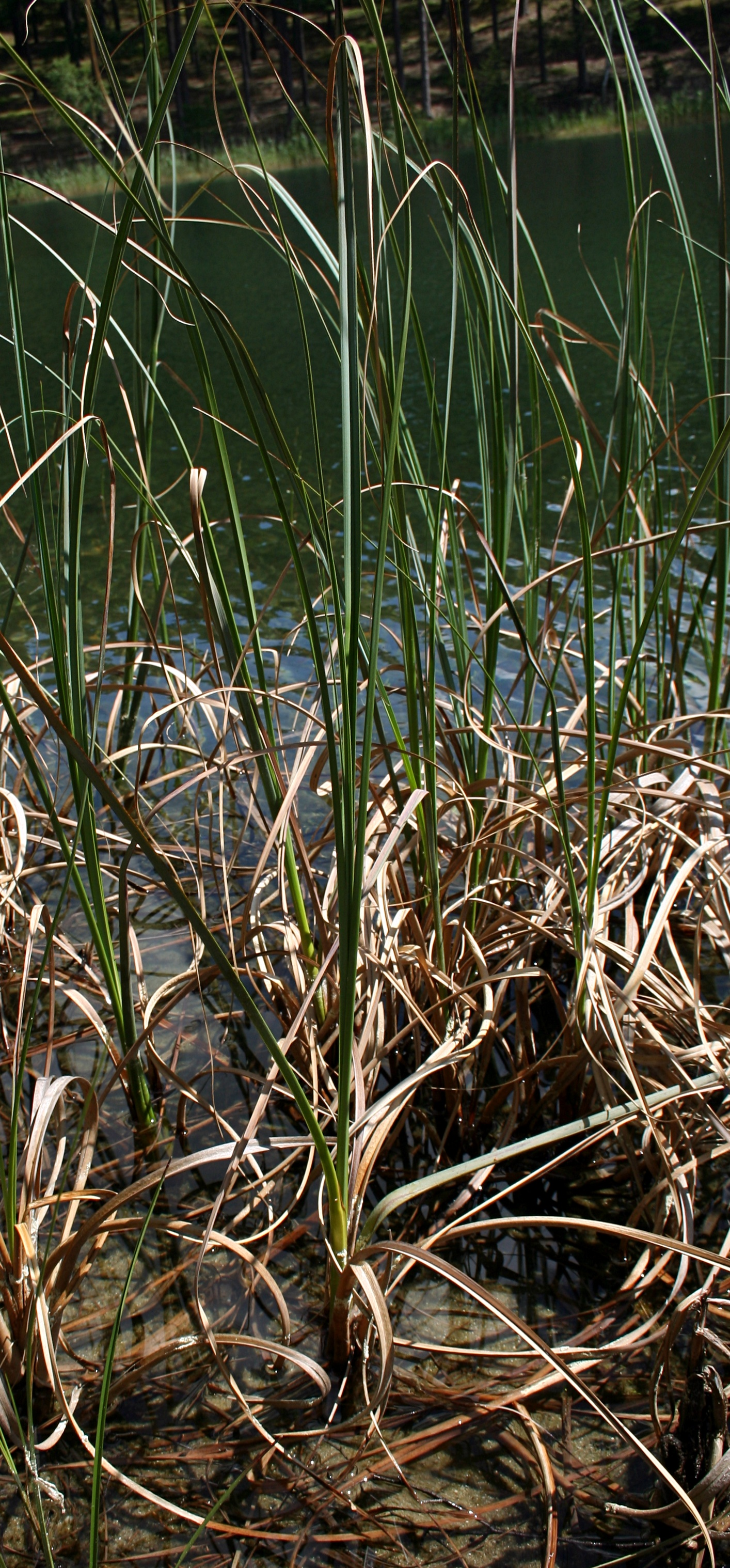
Pokrój

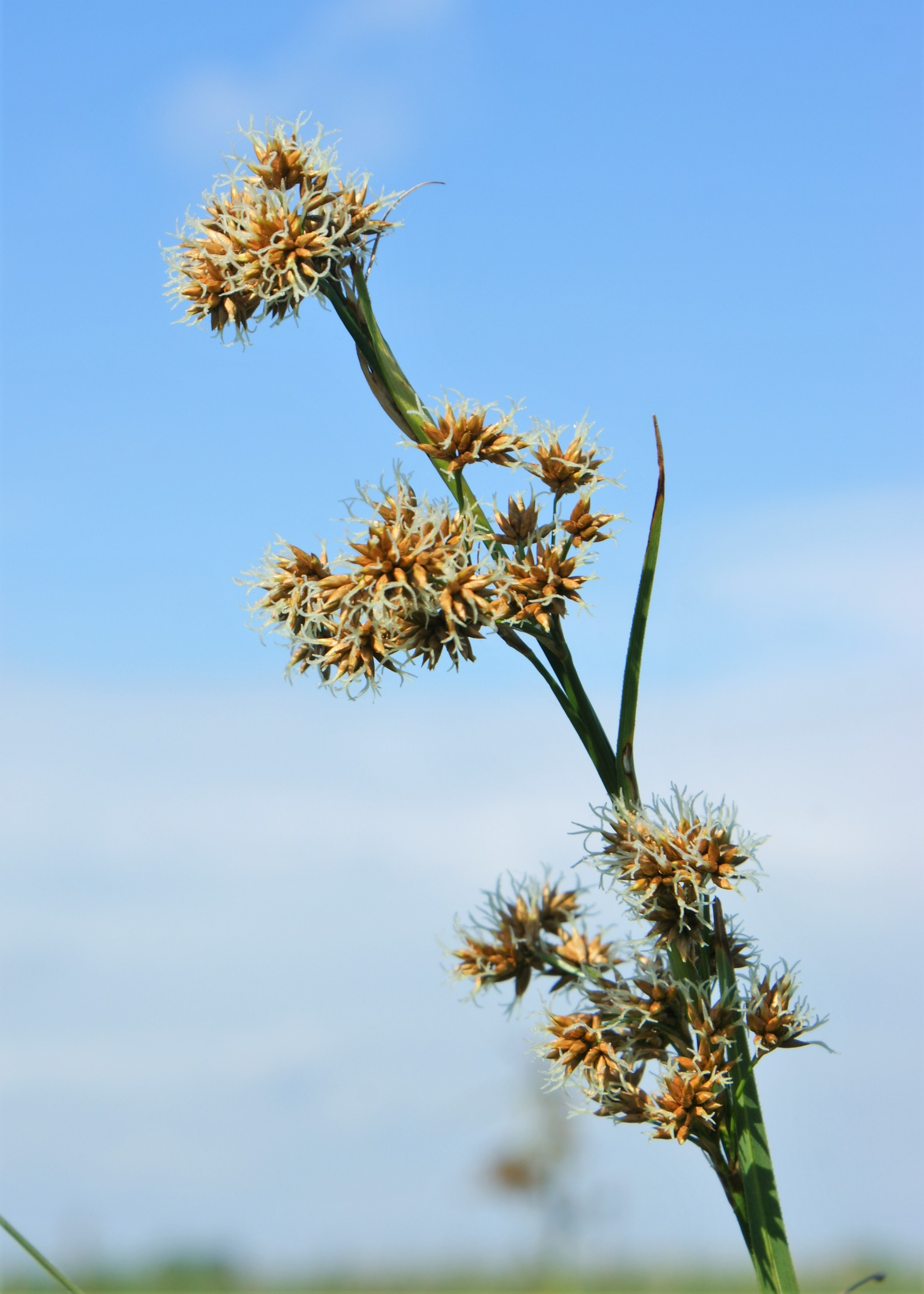
Kwiatostan

PokrójRoślina zielna, osiąga 2–2,5 m wysokości.
KwiatyKwiatostany złożone z kłosków zebranych w szczytową wiechę. Z kątów liści wyrastają boczne wiechy. Kłoski długości 3–4 mm, 2-kwiatowe. Kwiaty pozbawione okwiatu, część z nich obupłciowa, reszta męska.
OwoceOwocki to jajowate, brunatne orzeszki zakończone krótkim dzióbkiem, o długości 3 mm.

## Biologia i ekologia

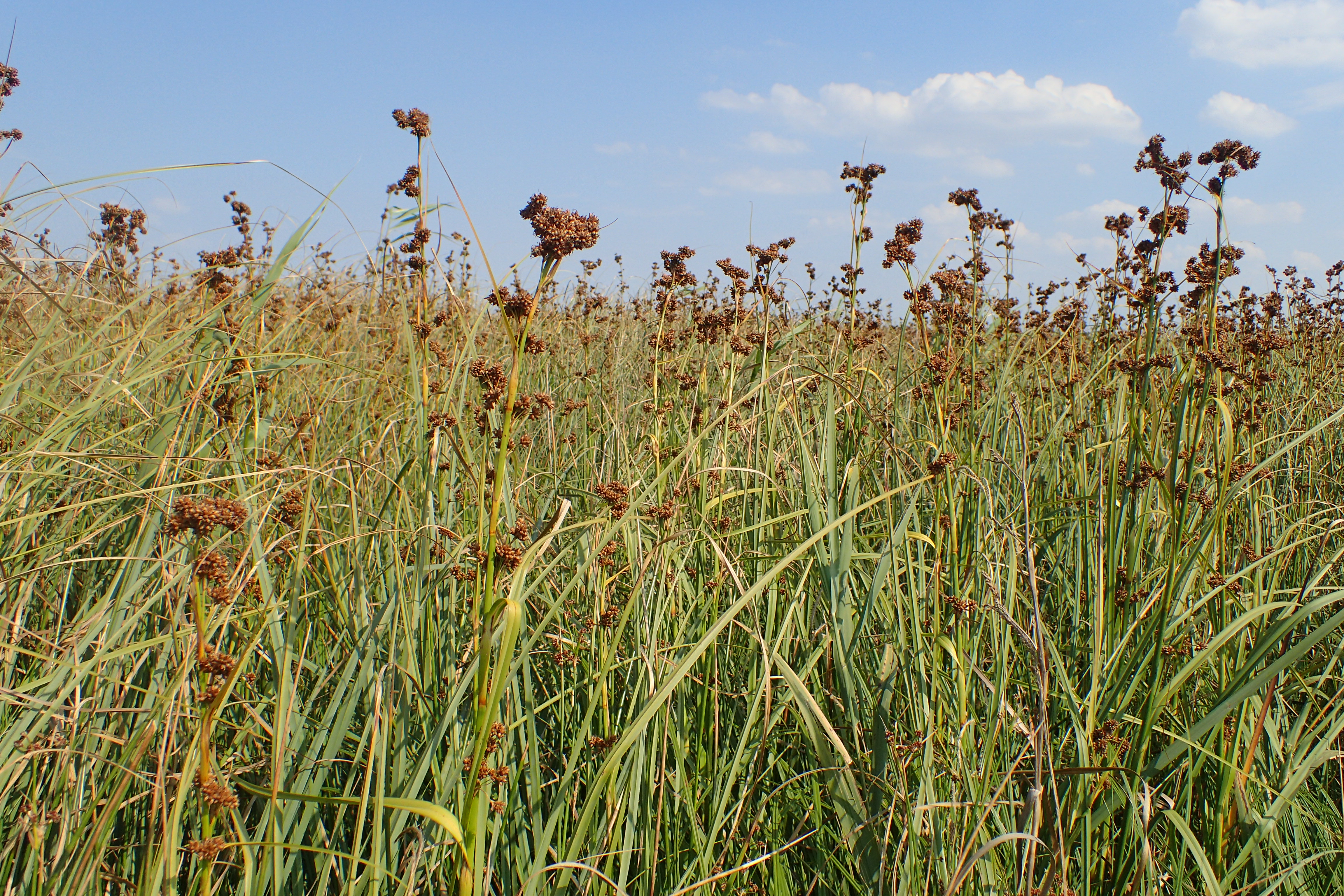
Szuwar kłociowy

Kwitnie od czerwca do sierpnia. Często tworzy zwarte płaty szuwaru kłociowego. Kłoć wiechowata rośnie w płytkich wodach stojących, na torfowiskach niskich i wypłyconych jeziorach. 

## Zagrożenia i ochrona
W Polsce od 2004 r. roślina objęta ścisłą ochroną gatunkową. Umieszczona na polskiej czerwonej liście w kategorii NT (bliski zagrożenia). Zagrożeniem dla gatunku jest postępująca degradacja jezior, następująca w wyniku melioracji i gospodarki rybackiej.